# Billy Adams (Fußballspieler, 1897)
William „Billy“ Adams (* 20. März 1897 in Blackheath; † 5. Dezember 1945 in Smethwick) war ein englischer Fußballspieler. 

## Karriere
Adams spielte während seines Militärdienstes für Auswahlteams der Royal Air Force und kam im März 1919 über Rowley Victoria zu West Bromwich Albion. Dort gab er für den amtierenden englischen Meister am 25. September 1920 gegen Derby County sein Debüt in der First Division. Bis 1922 waren seine Einsätze für West Brom durch den langjährigen englischen Nationalspieler Jesse Pennington limitiert, erst nach dessen Karriereende kam Adams in der Saison 1922/23 als Stammspieler zu 40 Ligaeinsätzen. In der Folge reduzierten sich seine Einsatzzahlen wieder deutlich, in der Spielzeit 1924/25 die der Klub als Tabellenzweiter beendete, kam er nur einmal zum Einsatz. Den letzten seiner 92 Ligaeinsätze für West Brom hatte Adams am Neujahrestag 1927 gegen Huddersfield Town. Am Saisonende stieg man in die Second Division ab, dort kam Adams aber bis zu seinem Abgang im März 1928 nicht mehr zum Einsatz. 
Für seinen neuen Klub, den AFC Barrow, gab Adams bei einer 0:5-Niederlage gegen Lincoln City sein Debüt in der Third Division North, half dem Team in den letzten Wochen der Saison aber noch auf den viertletzten Tabellenplatz, wodurch das Prozedere, sich zur Wiederwahl um den Ligaverbleib stellen zu müssen, vermieden wurde. Nachdem Adams in der Folgesaison aufgrund der Konkurrenz von Billy Host nur zu 13 Saisoneinsätzen gekommen war, wechselte er im August 1929 kurzzeitig in die Third Division South zum walisischen Klub AFC Newport County, kehrte aber ohne Pflichtspieleinsatz bereits im November 1929 mit seinem Wechsel zum in der Birmingham & District League spielenden Verein Cradley Heath in die West Midlands zurück, wo er seine Karriere in der Saison 1930/31 auch beendete.